# Bernard Edouard Millont
Bernard Edouard Millont (Manòsca, Alps de l'Alta Provença, 1820 - [...?]) fou un violinista i compositor francès del Romanticisme.
Després d'haver estudiat sota la direcció de Charles Bouchet a Marsella, ingressà el 1835 en el Conservatori de París, i el 1842 s'establí en aquella ciutat mediterrània, on el 1849 fundà la Société des quatuors, de la que en fou director. Aquesta societat exercí notable influència en el desenvolupament de l'art musical de Marsella, i en aquesta Millont es distingí com un notable violinista per la puresa del seu estil i perfecta execució, sobre tot en la música de cambra.
Va escriure diverses composicions per a violí, entre elles: 
- Pensées fugitives,
- Capriccio,
- 1er. Nocturne,
- Fantaisie sur Lucie,
- Souvenirs des Alpes,
- Souvenirs de Mountvert,
- Réveríe,
- Berceuse,
- Echos du soir,
- Fantaisie sur une romance à Aug. Morel; totes aquestes composicions es donaren a imprimir.

A més, va compondre: Six grandes études, 2n. Nocturne, Etudes pour l'archet, Six morceaux característiques, etc.